# 第212师团
第212师团（Dai-nihyakujūni Shidan）是日本帝国陆军的一个步兵师。它的代号是菊池32601兵團（Kikuchi 32601 Heidan）。该师团于1945年4月2日在久留米组建。

## 历史
1945年6月11日，第212师团的防御部署基本完成。其下辖第516和第518步兵团连同服务单位驻扎在宫崎，第517步兵团在久留米到1945年8月15日日本投降时，该师团没有进行任何战斗。